# Pap Ferenc (történész)
Pap Ferenc (Bukarest, 1935. május 25. – Kolozsvár, 2016. szeptember 9. előtt) erdélyi magyar történész és műfordító.

## Életútja
Középiskoláit a kolozsvári román nyelvű Klasszikus Vegyes Líceumban végezte (1952), majd a Victor Babeș Egyetem Filológia-Történelem Karán szerzett diplomát (1956). Előbb nyomdai korrektor, majd 1957-től a Korunk szerkesztőségének belső munkatársa, 1960–1963 között a kolozsvári Központi Egyetemi Könyvtárban könyvtáros, 1963-tól nyugdíjazásáig (1999) a Történelmi Múzeum tudományos kutatója, majd főkutatója. Román-magyar, illetve magyar-román szakfordítói diplomát is szerzett; 1981-től a történettudományok doktora. Tagja az Acta Musei Napocensis című múzeumi szakfolyóirat szerkesztőbizottságának, az Erdélyi Múzeum-Egyesületnek.

## Munkássága
Kutatási területei: Erdély középkori és újkori története, közép- és újkori éremtan. Első szaktanulmányát a kolozsvári egyetemi diákkörök szakközlönyében (Buletinul Cercurilor Științifice Studențești) közölte 1956-ban a 14–16. századi kolozsvári céhekről; tanulmányai az Acta Musei Napocensis (1960–81), az Anuarul Institutului de Istorie Cluj-Napoca (1990–91), a Potaissa és a Studia Judaica, a budapesti Történelmi Szemle és Numizmatikai Közlöny, valamint a bécsi Numismatische Zeitschrift című szakfolyóiratokban, évkönyvekben jelentek meg. Jelentősebbek ezek közül: Kolozsvár és a királyi Magyarország kereskedelmi kapcsolatai (Történelmi Szemle 1991/3-4), Pénzforgalom és kereskedelem Erdélyben. 15–18. század (Numizmatikai Közlöny 1991–92), Münzfunde und Münzunlauf in Siebenbürgen unter Mathias I. Corvinus (Numismatische Zeitschrift 1994/102).
Műfordítóként a Tankönyvkiadó, a Kriterion, valamint a szépirodalmi és a tudományos könyvkiadók számára végzett fordítói, szövegösszehasonlítói munkát. Fordításában jelentek meg Gáll Ernő (Intelectualitatea în viața socială. 1965; Dimensiunile conviețuirii. 1978), Köllő Károly (Confluențe literare. 1993) könyvei, Kisgyörgy Zoltán, Spielmann József, Vajda Lajos több tanulmánya.

## Kötetei
- Az erdélyi éremművesség a 16-18. században (Huszár Lajos és Winkler Judit társszerzőkkel, 1996)
- Kolozsvári harmincadjegyzékek. 1599-1637, Kriterion Könyvkiadó, 2000
- Repertoriul numismatic al Transilvaniei și Banatului sec. 11-20: despre circulația monetară în Transilvania și Banat sec. 11-20., Editura Casa Cărţii de Ştiinţă, 2002
- Evreii clujeni, o succintă istorie, Editura Fundaţiei pentru Studii Europene, 2011